# Red Dirt
Red Dirt je americký hraný film z roku 2000, který režíroval Tag Purvis podle vlastního scénáře. Snímek měl světovou premiéru 17. března 2000.

## Děj
Griffith je mladý muž, který žije v malém městě Pine Apple ve státě Mississippi se svou tetou Summer. Griffitha monotónní život, který mu nabízí málo, neuspokojuje sní o odchodu na západ - do Texasu. Je však zadržován svou agorafobní tetou a sestřenicí Emily, která je do něj zamilovaná. 
Jednoho dne se objeví cizinec Lee Todd, který mu obrátí život naruby. Lee si pronajme malý domek, který patřil Lily Mae, Griffithově chůvě. Lee uspíší jeho rozhodnutí odejít. Zároveň si však Griffith uvědomuje, že ho Lee přitahuje, což nedokáže pochopit a přijmout.

## Obsazení
| Dan Montgomery Jr | Griffith Joseph Burns |
| Walton Goggins    | Lee Todd              |
| Aleksa Palladino  | Emily                 |
| Karen Blacková    | Summer                |
| Peg O'Keef        | Lynn                  |
| Glenn Shadix      | Virgil Cunningham     |